# Slottet Grünsberg
Grünsberg, (tyska: Schloss Grünsberg) är ett slott i gemeinde Grünsberg, Altdorf bei Nürnberg i Landkreis Nürnberger Land, Mittelfranken i Bayern, Tyskland. 
Schloss Grünsberg är känt sedan 1200-talet och har bebotts av flera Patricierfamiljer.
Kejsaren Ludvig IV togs borgen i pant och gavs 1231 som län till Albertus Rindesmule de Nurnberch varefter han kallade sig Rindesmule de Grundisperc.
Genom århundraden av krig skadades borgen, och mot slutet av 1500-talet var den närmast en ruin. 1556 kom den i den ärbara släkten Oertels ägande, och de byggde upp borgen igen, som en trevåningars slottsanläggning, vilken stod färdig 1561.
1579–1672 ägdes slottet av ätten Haller von Hallerstein, genom att Sigmund Haller von Hallerstein ärvde den från Oertel. Släkten Haller ägde också 1579–1823 den närbelägna borgen borgen Prackenfels bei Altdorf i Prackenfels.
1672–1726 ärvdes borgen från Haller von Hallerstein av ätten Paumgartner von Holnstein und Grünsberg, känd från Nürnberg sedan 1396. Johann Paul III Paumgartner byggde 171-1723 upp slottet till sitt nuvarande utseende. 
Johanns änka Sophie Paumgartner gifte sig med en medlem i släkten Haller, och 1730-1766 ägdes borgen återigen av släkten Haller. 
Sophies dotter gifte sig med Karl Christoph Stromer von Reichenbach, vars familj Stromer är en av de äldsta Patrizierfamiljerna i Nürnberg. Slottet ägs idag fortfarande av släkten Stromer, och förvaltas av friherrinnan Rotraut von Stromer-Baumbauer genom en stiftelse, och är den första söndagen i varje månad öppen för allmänheten.